# 고이데마치촌
고이데마치촌(小出町村)은 니가타현 기타우오누마군에 설치되었던 촌이다. 현재의 우오누마시에 해당한다.